# 梅小路定矩
梅小路定矩（うめこうじ さだかど、元和5年（1619年）11月6日 - 元禄8年（1695年）11月28日）は、江戸時代前期の公卿。法名は常道。
清閑寺共房の子で、梅小路家の始祖。

## 官歴
- 寛永10年（1633年）：従五位上、左兵衛佐
- 寛永14年（1637年）：正五位下
- 寛永18年（1641年）：従四位下
- 正保2年（1645年）：従四位上
- 慶安3年（1650年）：正四位下
- 明暦元年（1655年）：従三位、左兵衛督
- 万治元年（1658年）：正三位
- 寛文9年（1669年）：参議
- 寛文10年（1670年）：踏歌外弁
- 寛文12年（1672年）：権中納言
- 元禄元年（1688年）：正二位、権大納言、出家のため致仕

## 系譜
- 父：清閑寺共房
- 兄：清閑寺共綱
- 兄：池尻共孝
- 子：梅小路共方